# Bernd Windisch
Bernd Windisch (* 18. Juni 1980 in Leoben) ist ein ehemaliger österreichischer Fußballspieler auf der Position eines Mittelfeldspielers, der mittlerweile als Fußballtrainer tätig ist.

## Leben und Karriere

### Vereinskarriere
Der Steirer begann seine Vereinskarriere als Sechsjähriger beim DSV Leoben und wechselte als Jugendlicher zum nahegelegen FC Trofaiach, bei dem er erste Einsätze im Herrenfußball absolvierte, ehe er 1998 kurzzeitig beim SV Hinterberg spielte. Noch im selben Jahr heuerte er beim FC Gratkorn an und war für diesen abwechselnd in der ersten und zweiten Mannschaft aktiv. 2000 wechselte er nach Tirol zum SV Wörgl. Dort gab er am 4. Juli 2000 sein Profidebüt, als er bei der 1:2-Niederlage im Erstrundenspiel gegen den SV Braunau von Beginn an spielte und ab der 81. Minute durch Thomas Schmidhuber ersetzt wurde. Nach einem Jahr in Wörgl wechselte er 2001 zur WSG Swarovski Wattens. In der Saison 2002/03 trat er für die Spielgemeinschaft zwischen der WSG Wattens und dem neu gegründeten FC Wacker Tirol in Erscheinung und wechselt im Sommer 2003 fix zum FC Wacker Tirol. Nach dem Aufstieg 2004 gab Windisch im gleichen Jahr sein Debüt in der höchsten Spielklasse Österreichs, der Bundesliga. Bernd Windisch war bis zum Abstieg des Klubs, der mittlerweile FC Wacker Innsbruck hieß, im Jahr 2008 vier Saisonen lang Stammspieler und wechselte anschließend zum FC Gratkorn in die Erste Liga. Dort agierte er in den beiden Spielzeiten 2008/09 und 2009/10 weitgehend als Stammkraft. Bereits 2008/09 war er mit der Mannschaft bis zum Ende in den Abstiegskampf verwickelt, jedoch konnte dieser noch abgewendet werden; Windisch erzielte in 31 Ligapartien einen Treffer. In der nachfolgenden Spielzeit 2009/10 gelangen ihm bei 28 Meisterschaftseinsätzen zwei Treffer und ebenso viele Torvorlagen; im Endklassement reichte es für die Gratkorner für den sechsten Tabellenplatz. Am Anfang der Saison 2010/11 noch als Stammspieler agierend, nahmen seine Einsätze ab Herbst 2010 kontinuierlich ab und er ab Oktober 2010 nur mehr selten zu seinen Einsätzen kam und die meiste Zeit uneingesetzt auf der Ersatzbank saß oder erst gar nicht im offiziellen Kader stand. 21 torlose Ligaauftritte hatte er am Ende zu Buche stehen und stieg mit seiner Mannschaft als Letzter der Ersten Liga in die drittklassige Regionalliga Mitte ab. Auch dort fand er, nachdem er anfangs noch als Stammspieler eingesetzt wurde, nicht zum Durchbruch. Eine Verletzung, die er sich im September 2011 zugezogen hatte, verhinderte weitere Einsätze und Windisch wechselte im Jänner 2012 zum SC Kalsdorf, den er jedoch im Sommer 2012 wieder verließ, um zum damaligen Ligakonkurrenten SV Pachern zu wechseln. Im Herbst 2017 absolvierte er seine letzten Fußballspiele als Aktiver und zog sich am Ende der Saison 2017/18 gänzlich aus dem aktiven Fußballsport zurück.

### Trainerkarriere
2010 absolvierte Windisch einen Nachwuchsbetreuerlehrgang, gefolgt von einem Trainerlehrgang des Landesverbandes im darauffolgenden Jahr. Seit Mai 2013 ist der gebürtige Leobener Inhaber der UEFA-B-Trainerlizenz und erhielt zehn Jahre später, nachdem er zwischenzeitlich an zahlreichen Weiterbildungen – so besuchte er etwa verschiedene Diplomlehrgänge an der Akademie für Sport, Gesundheit & Management (AFSM) – teilgenommen hatte, die UEFA-A-Lizenz als Fußballtrainer. Von Sommer 2012 bis Sommer 2013 arbeitete als Co-Trainer im Nachwuchsbereich des Bundesligisten SK Sturm Graz und übernahm in weiterer Folge bis zum Sommer 2014 die F-U-11-Mannschaft des Vereins. Parallel zu seiner aktiven Zeit in Pachern trat er ab der Winterpause 2015/16 bis zum Saisonende auch als Co-Trainer an der Seite von Mario Haas in Erscheinung. Ebenfalls an der Seite von Haas fungierte er im Frühjahr 2018 als Co-Trainer beim FC Bad Radkersburg, ehe er im Sommer 2018 das Traineramt beim Fünftligisten SV Gleinstätten übernahm. Hierbei wurde er mit der Mannschaft Vierter in der Saison 2018/19 und rangierte in der aufgrund der COVID-19-Pandemie vorzeitig abgebrochenen Spielzeit 2019/20 auf dem sechsten Platz der Oberliga Mitte/West. Seine dritte Spielzeit beim Klub wurde aufgrund der Pandemie abermals frühzeitig abgebrochen. Windisch wechselte daraufhin zum SV Allerheiligen mit Spielbetrieb in der drittklassigen Regionalliga Mitte. Nach einem elften Platz in der Saison 2021/22 spielte Windisch mit den Südsteirern 2022/23 im ÖFB-Cup und scheiterte hier nur knapp am Bundesligisten SK Rapid Wien. Nach einer Niederlage gegen den zu diesem Zeitpunkt Tabellenletzten, den SC Kalsdorf, wurde Windisch im September 2022 freigestellt. Nur wenige Tage später übernahm er die Trainingsagenden beim SV Tillmitsch aus der fünftklassigen Oberliga Mitte/West, bei dem er heute (Stand: Juni 2025) noch immer als Trainer tätig ist. Darüber hinaus tritt er seit seinem Amtsantritt auch als Sportmanager der Tillmitscher in Erscheinung.

### Die Zeit nach dem Profisport
Hauptberuflich tritt Windisch seit Mai 2013 als Privatkundenberater der Volksbank Steiermark Mitte in der Filiale Graz-Straßgang in Erscheinung. Zudem ist er stellvertretender Filialverbundleiter.

## Familie
Sein Vater war der ehemalige Fußballspieler und -trainer Johann Windisch (1941–2021).